# (22580) Kenkaplan
(22580) Kenkaplan (1998 HB67) – planetoida z pasa głównego asteroid okrążająca Słońce w ciągu 3,4 lat w średniej odległości 2,26 j.a. Odkryta 21 kwietnia 1998 roku.